# Страндбург (Јужна Дакота)
Страндбург (енгл. Strandburg) град је у америчкој савезној држави Јужна Дакота.

## Демографија
По попису из 2010. године број становника је 72, што је 3 (4,3%) становника више него 2000. године.
| Група             | 2000.      | 2010.      |
| Белци             | 67 (97,1%) | 69 (95,8%) |
| Афроамериканци    | 0 (0,0%)   | 0 (0,0%)   |
| Азијати           | 0 (0,0%)   | 0 (0,0%)   |
| Хиспаноамериканци | 0 (0,0%)   | 0 (0,0%)   |
| Укупно            | 69         | 72         |